# Earl Hamner Jr.
Earl Hamner Jr. (Virgínia, 10 de juliol de 1923-24 de març de 2016) va ser un escriptor i productor de cinema i televisió estatunidenc, creador de les sèries The Waltons i Falcon Crest.

## Biografia
Va néixer a Virgínia, Estats Units, el 10 de juliol de 1923. Va escriure Spencer's Mountain. Les seves inspiracions per a la sèrie The Waltons van ser els seus propis avis, Ora Lee i Anderson Gianniny. Va decidir contractar a actors que tenien una trajectòria des dels 30.
En 1954 va escriure Hit and Run, un episodi de la sèrie de NBC Justice, en el qual l'estrella convidada, E. G. Marshall, va interpretar a un home turmentat per la culpa que fuig de l'escena del crim. També va escriure l'episodi You Drive de The Twilight Zone, en 1964.
Hamner va contribuir amb vuit episodis de la sèrie The Twilight Zone, a principis dels 60. També va crear dues sèries que no van tenir tant èxit com les anteriors, anomenades Apple's Way (1974-1975) i Boone (1983-1984). Hamner va utilitzar cognoms dels seus familiars en les seves sèries. Spencer (Spencer's Mountain) és el cognom de la seva àvia paterna de soltera (Susan Henry Spencer Hamner); The Waltons, del seu avi patern Walter Clifton Hamner i el seu besavi Walter Leland Hamner.

## Obres

### Novel·les
- Fifty Roads to Town (1953)
- Spencer's Mountain (1961)
- You Can't Get There From Here (1965)
- The Homecoming: A Novel About Spencer's Mountain (1970)

### Obres de no-ficció
- The Avocado Drive Zoo (1999)
- Good Night, John Boy (2002)
- Generous Women(2006)

### Guions
- Spencer's Mountain (1963)
- Palm Springs Weekend (1963)
- Charlottes Web (1973)

### Televisió
- Highway (1954)
- para The Twilight Zone :
  - The Hunt (1962)
  - A Piano in the House (1962)
  - Jess-Belle (1963)
  - Ring-a-Ding Girl (1963)
  - You Drive (1964)
  - Black Leather Jackets (1964)
  - Stopover in a Quiet Town (1964)
  - The Bewitchin' Pool (1964)
- Heidi (1969)
- Appalachian Autumn (1969)
- Aesop's Fables (1971)
- The Homecoming (for CBS, 1971)
- Where the Lilies Bloom (1972)
- The Gift of Love: A Christmas Story (1983)